# Puchacz indyjski
Puchacz indyjski, puchacz bengalski, puchacz skalny (Bubo bengalensis) – gatunek dużego ptaka z rodziny puszczykowatych (Strigidae). Występuje w Azji Południowej. Nie jest zagrożony wyginięciem.

## Systematyka
Jest to gatunek monotypowy. Dawniej bywał uznawany za podgatunek puchacza zwyczajnego (Bubo bubo).

## Zasięg występowania
Puchacz indyjski występuje w Azji Południowej, głównie w Indiach, Pakistanie i Nepalu, rzadko w takich krajach, jak Afganistan, Chiny, Bangladesz, Mjanma, Bhutan czy Iran.

## Charakterystyka

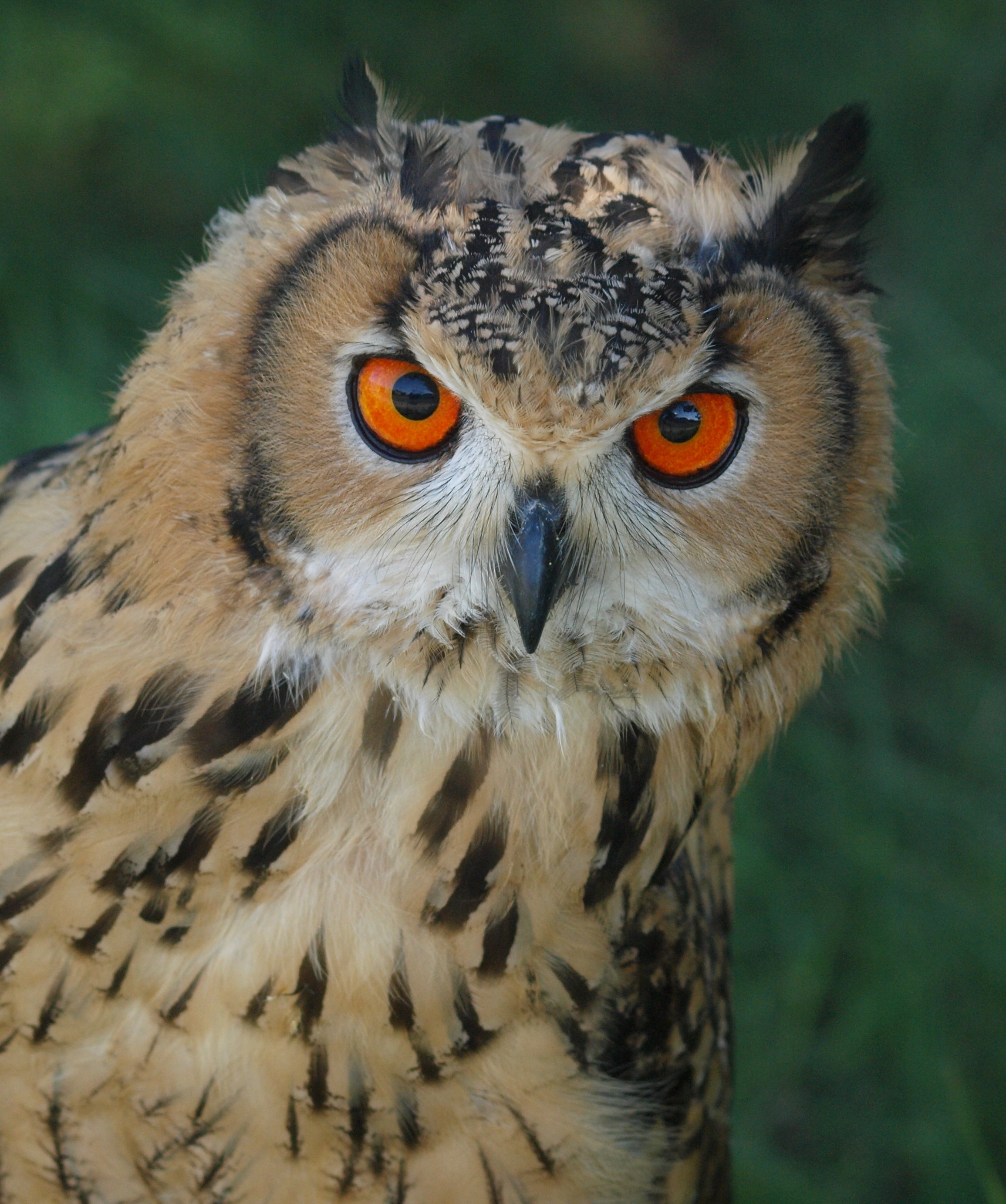
Puchacz indyjski

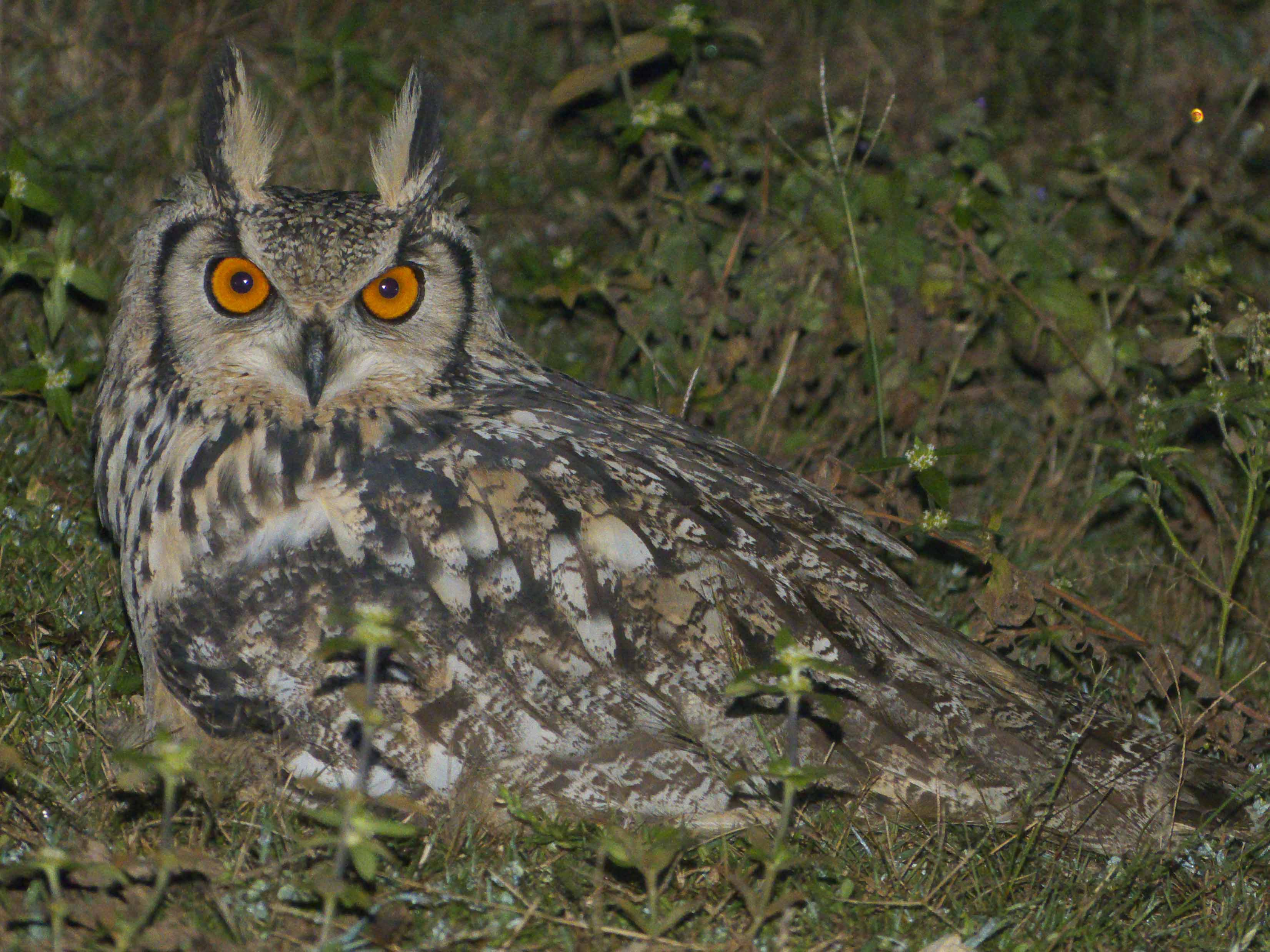

RozmiaryDługość ciała: 50–56 cm. Masa ciała jednego zważonego samca: 1100 g. Samice są większe od samców.
UpierzenieBardzo przypomina puchacza. Upierzenie brązowe z licznymi ciemnymi plamami i kreskami. Skrzydła są ciemniejsze niż reszta ciała. Pomimo niewielkich rozmiarów dzioba, sowa ta może otworzyć go bardzo szeroko.
PożywienieŻywi się szczurami, myszami i innymi małymi ssakami, ptakami, rzadko gadami, żabami, krabami czy dużymi owadami.
Tryb życiaPoluje głównie nocą. Najczęściej żyje w parach. Długość życia puchacza indyjskiego to ok. 12 lat.

## Występowanie
ŚrodowiskoGórzyste i skalne zarośla, lasy.
Zasięg występowaniaAzja Południowa, głównie Indie, Pakistan i Nepal. Spotykany do wysokości 2400 m n.p.m.

## Lęgi
Pora lęgowaPora lęgowa u puchacza indyjskiego trwa od października do kwietnia.
JajaOd dwóch do czterech kremowobiałych, okrągławych i owalnych jaj z gładką strukturą. Ich inkubacją zajmuje się samica przez około 35 dni.

## Status
IUCN uznaje puchacza indyjskiego za gatunek najmniejszej troski (LC, Least Concern) nieprzerwanie od 1988 (stan w 2021). Liczebność populacji nie została oszacowana, ale ptak ten opisywany jest jako zazwyczaj rzadki. Trend liczebności populacji uznawany jest za spadkowy ze względu na utratę siedlisk leśnych.